# Vergennes (Illinois)
Vergennes is een plaats (village) in de Amerikaanse staat Illinois, en valt bestuurlijk gezien onder Jackson County.

## Demografie
Bij de volkstelling in 2000 werd het aantal inwoners vastgesteld op 491. In 2006 is het aantal inwoners door het United States Census Bureau geschat op 325, een daling van 166 (-33,8%).

## Geografie
Volgens het United States Census Bureau beslaat de plaats een oppervlakte van 0,9 km², geheel bestaande uit land. Vergennes ligt op ongeveer 119 m boven zeeniveau.

## Plaatsen in de nabije omgeving
De onderstaande figuur toont nabijgelegen plaatsen in een straal van 16 km rond Vergennes.